# Progressive Labor Party (États-Unis)
Le Progressive Labor Party (PLP, Parti progressiste du Travail ou Parti travailliste progressiste) est un parti d'extrême-gauche américain. Il a été créé au début des années 1960 à la suite d'une scission au sein du Parti communiste USA, avec l'expulsion, notamment, de Milt Rosen (1926-2011), l'un des cadres du parti, et de Mortimer Scheer. Maoïste et pro-cubain à l'origine, il s'implique beaucoup dans la lutte contre la guerre du Viêt Nam, notamment au sein de la Students for a Democratic Society (SDS) ainsi que sur le terrain des droits civiques. Le PLP rompt avec la Chine au moment où celle-ci se rapproche des États-Unis (diplomatie du ping-pong).

## De la création au mouvement (PLM) au parti (PLP)
Après la scission de l'automne 1961, les exclus organisèrent un Progressive Labor Movement (PLM) après une rencontre en décembre 1961 à laquelle assistèrent une dizaine d'anciens du Parti communiste . Proches du castrisme, ils lancèrent officiellement le PLM lors d'une autre rencontre à New York où une cinquantaine de membres étaient présents. Ce n'est qu'en avril 1965, toujours à New York, que le mouvement se transforma officiellement en parti, devenant le PLP, avec l'élection d'un comité national composé de vingt membres.

## Activités
Bien que critique envers le régime parlementaire (dite « démocratie bourgeoise »), le PLP tenta d'obtenir suffisamment de signatures pour présenter, à des fins de propagande, un candidat aux élections de 1963 au conseil municipal de New York. Outre Milt Rosen, l'afro-américain Bill Epton (en), était l'une des personnalités importantes du parti, vice-secrétaire du PLP jusqu'aux environs de 1970. Epton avait bravé l'état d'urgence et l'interdiction des rassemblements en organisant une manifestation non-violente à la suite des émeutes de Harlem en 1964 (en). En 1965, le PLP soutint la candidature de Bill Epton au Sénat de l'État de New York.
Au cours des années 1960, le PLP peut être qualifié de maoïste, s'alignant sur les positions tiers-mondistes du Parti communiste chinois (PCC). Par ailleurs, il est fortement impliqué dans la contestation contre la guerre du Viêt Nam (1955-1975), en particulier par sa tendance, la Worker Student Alliance (en), au sein de l'organisation estudiantine Students for a Democratic Society (SDS). Il s'y oppose à une autre tendance maoïsante, le Revolutionary Youth Movement (en) (RYM), à laquelle appartenait, entre autres, la plupart des militants qui fondèrent par la suite le Weather Underground. Bien plus marxiste-léniniste que le RYM, le PLP prône en effet l'immersion du mouvement étudiant au sein du mouvement ouvrier plus général, et s'oppose alors à la spécificité de la lutte anti-raciste, qualifiant les Black Panthers de parti « bourgeois » et « réactionnaire » .
Le PLP agit aussi au sein d'une multitude d'autres collectifs qu'il met sur pied, dont par exemple le Student Committee for Travel to Cuba, le Harlem Defense Council, qui travaille sur les questions raciales, ou le May 2nd Movement, impliqué dans la lutte contre la guerre au Viêt Nam.

## Années 1970: rupture avec le maoïsme
Au printemps 1971, alors même que Washington et Pékin opèrent un rapprochement avec l'organisation d'un premier match de ping-pong suivi, l'année suivante, d'une visite officielle de Nixon, le PLP rompt avec la Chine, mettant en avant dans son bulletin officiel huit points de désaccord.
Progressivement, le PLP constate un relatif essoufflement du mouvement étudiant et décide de créer l'International Committee Against Racism (en) (iCAR) afin de fédérer au-delà des seuls étudiants. Ils protestent activement contre les conférences de personnalités promouvant des thèses plus ou moins ouvertement racistes comme Arthur Jensen, William Shockley ou encore contre le fondateur de la sociobiologie E. O. Wilson. Professeur à Harvard et grand philosophe américain, Hilary Putnam, membre du PLP de 1965 à 1972, encourageait ainsi à protester activement contre les conférences de son collègue à Harvard, Richard Herrnstein, qui deviendra bien plus tard célèbre en tant que co-auteur du livre The Bell Curve, ouvrage fréquemment accusé de propager ouvertement des thèses racistes sur l'intelligence .

## Composition
Le PLP était formé d'un noyau dur d'environ 350 militants en 1970, aidé d'un grand nombre de sympathisants. Ces militants appartenaient plutôt à la classe moyenne blanche, et étaient très loin du mouvement hippie (un rapport de 1971 du House Committee on Internal Security, le nouveau nom du House Un-American Activities Committee rendu célèbre par Joseph McCarthy, affirmait que ses membres avaient tendance à « s'habiller proprement et à porter les cheveux courts » ...). À la même époque, le PLP diffusait environ 10 000 copies de son bulletin, le Progressive Labor .